# Marasmius oreades
Marasmius oreades (James Bolton, 1791 ex Elias Magnus Fries, 1836) din încrengătura Basidiomycota, în familia Marasmiaceae și de genul Marasmius, numit în popor burete de rouă sau bureciori de rouă, este o  specie saprofită de ciuperci comestibile care descompune resturi vegetale. Buretele se poate găsi în România, Basarabia și Bucovina de Nord pe soluri de preferință nisipoase la  marginea de păduri, de-a lungul drumurilor de țară, cel mai mult în zone ierboase, pe pajiști, prin luminișuri, deseori prin grădini și parcuri, de la câmpie până la munte, din mai până în octombrie (noiembrie).

## Taxonomie

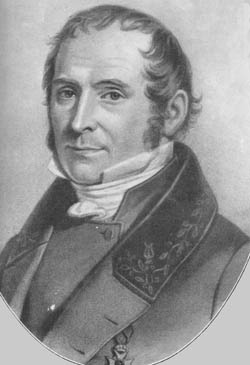
Elias Magnus Fries

Adesea oară se uită, că unul dintre primii botaniști și micologi britanici, William Hudson (1734-1793), a descris această specie sub denumirea Agaricus pratensis, în cartea sa Flora anglica - exhibens plantas per Regnum Britanniæ sponte cescentes deja în anul 1778.
În anul 1791, compatriotul lui Hudson, renumitul savant James Bolton (1758–1799), i-a dat epitetul oreades de citit în volumul 3 al lucrării sale An History of Fungusses growing about Halifax, până în sfârșit marele Elias Magnus Fries a corectat numele binomial din Agaricus în Marasmius, aceptând epitetul oreades, în cartea sa Anteckningar öfver de i Sverige växande ätliga Svampar din 1836. Denumirea este valabilă până astăzi (2016).
Datorită marii răspândiri a buretelui au avut loc mai multe redenumiri, cea mai cunoscută a fost acea a lui Paul Kummer (Collybia oreades), fixată în opera sa Der Führer in die Pilzkunde: Anleitung zum methodischen, leichten und sicheren Bestimmen der in Deutschland vorkommenden Pilze mit Ausnahme der Schimmel- und allzu winzigen Schleim- und Kern-Pilzchen din 1871. Celelalte sinonime pot fi neglijate.
Epitetul specific este derivat din cuvântul grecesc (greacă oρεάδες=de la munte).

## Descriere

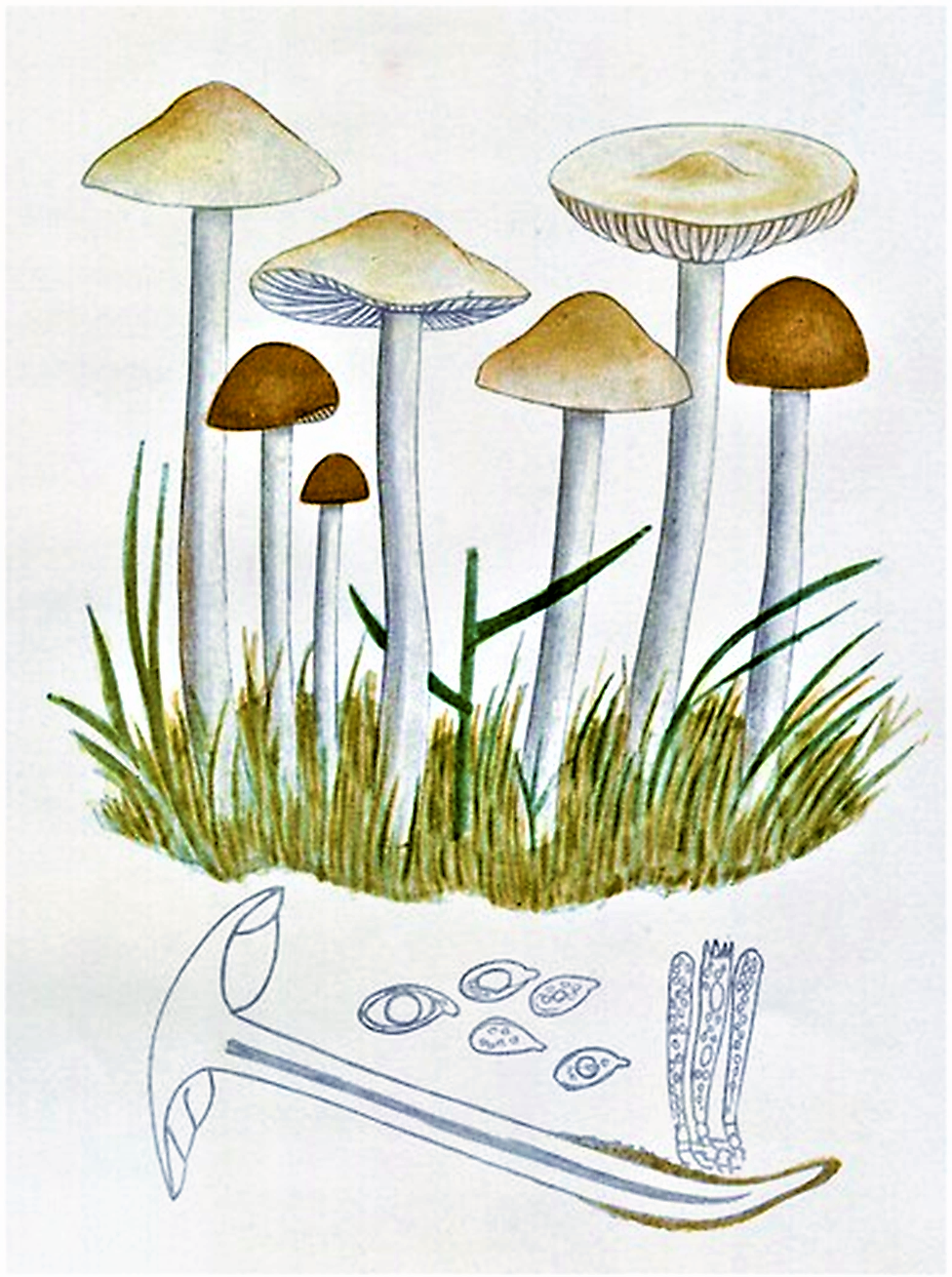
Bres.: Marasmius oreades

- Pălăria: are un diametru de 1,5-5,5 cm, este cărnoasă și ceva pieloasă, inițial conică sau în formă de clopot, apoi plată și ușor cocoșată. Cuticula este netedă și lipicioasă când vremea este umedă. Culoarea tinde între ocru-maroniu deschis, câteodată cu tonuri puțin violete și palid brun roșiatic, primind la sfârșitul perioadei de maturizare un colorit de nucă sau devenind chiar albicioasă. Zona centrală este întotdeauna mai închisă.
- Lamelele: sunt cărnoase și late, mult distanțate între ele, mai multe lamele fiind intermediare și incomplete, cu toate neaderate la picior și bombate la maturitate. Mai întâi sunt de culoare albicioasă, în timp ce capătă la bătrânețe un maro de nucă.
- Piciorul: are o înălțime de 6-8 cm și o lățime de 0,3-0,6 cm, este lemnos, dur, cilindric, subțire și destul de înalt, câteodată ceva sinuos, presărat de un puf albicios, cu bază ușor îngroșată și scămoasă precum fără inel, find de același colorit cu pălăria, dar în nuanțe mai deschise.
- Carnea: este cărnoasă în partea pălăriei și fibroasă în cea a piciorului, de culoare albicioasă, cu miros plăcut de ciuperci și gust dulceag.[4][5]
- Caracteristici microscopice: are spori ovoidal-elipsoizi, sub microscop hialini (translucizi), neamiloizi (nu se decolorează cu reactivi de iod), cu o mărime de 8-10 x 5-6 microni. Pulberea lor este albă. Basidiile clavate cu 4 sterigme fiecare au o dimensiune de 45-50 × 5-7 microni. Cheilocistidele (elemente sterile situate pe muchia lamelor) lipsesc.[12]
- Reacții chimice: Buretele se decolorează cu anilină roșu, apoi maro-negricios, cu fenol maro, cu hidroxid de potasiu maro murdar și cu sulfovanilină efemer roșu-violet.[13]

| Această specie poate, chiar după ce s-a uscat, să se resuscite permanent la contact cu umezeală. |

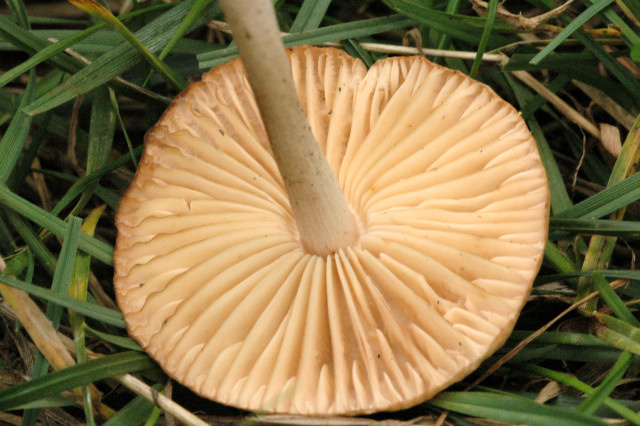
M. oreades, lamele și picior
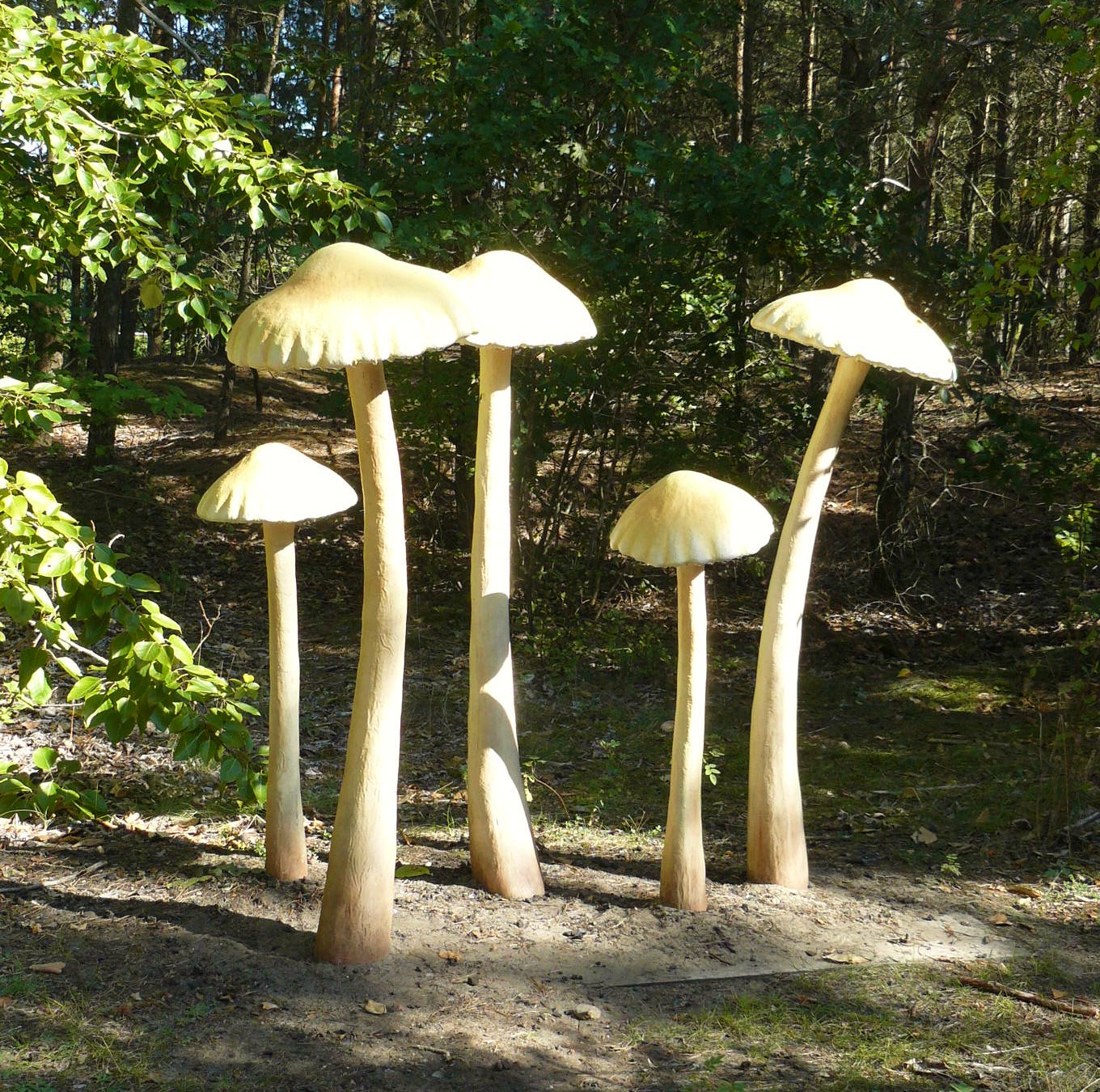
M. oreades tineri
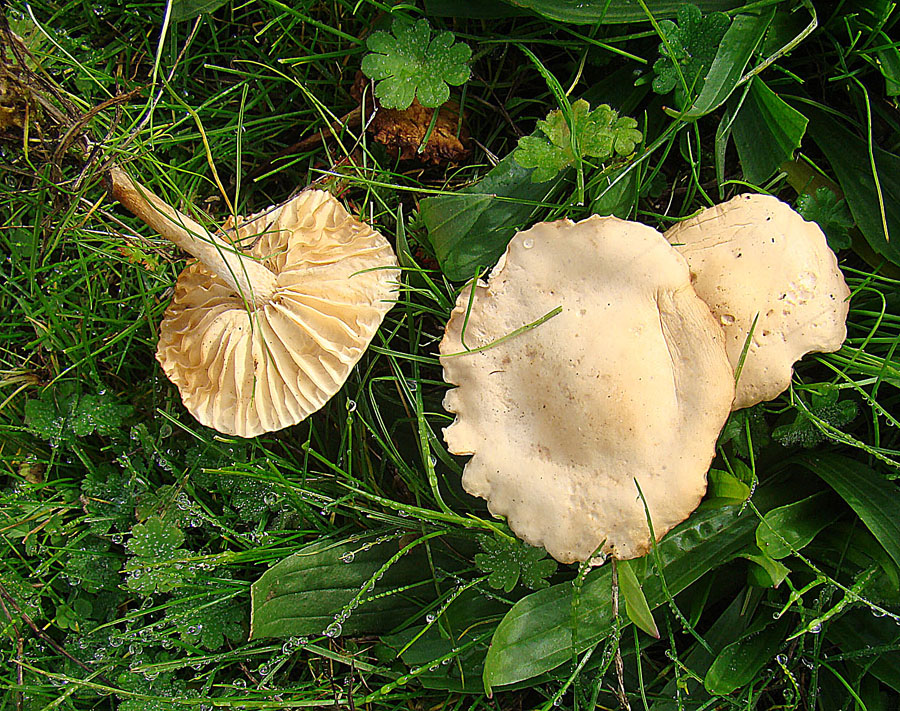
M. oreades bătrâni
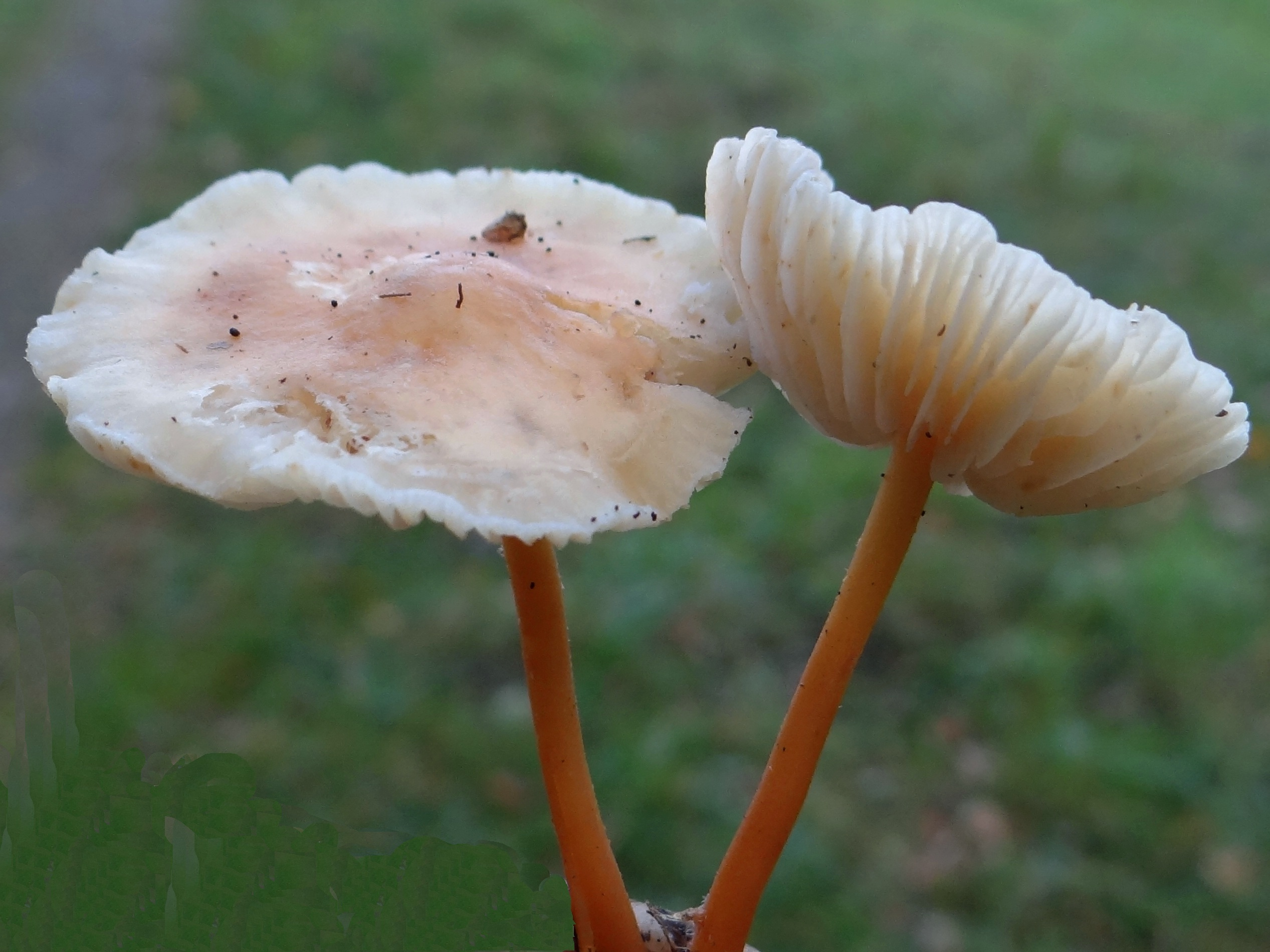
M. oreades roz-albăstrui
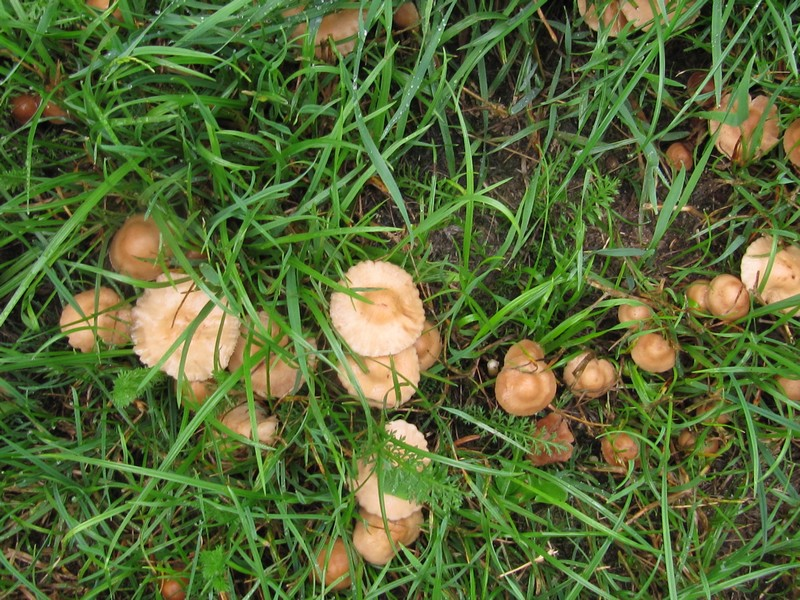
M. oreades, grup

## Confuzii
Buretele poate fi confundat în primul rând cu Clitocybe dealbata (mortală, cu același habitat, dar albicioasă, cu lamele dense și cu miros de faină) și Clitocybe rivulosa (letală), mai departe cu Entoloma sericellum (necomestibil, fără valoare culinară), Gymnopus dryophilus sin. Collybia dryophila (comestibil), Gymnopus peronatus sin. Collybia peronata (necomestibilă, foarte iute), Laccaria laccata (comestibilă), Laccaria proxima (comestibilă), Marasmius alliaceus sin. Mycetinis alliaceus, (burete de condimentare excepțional, crește mai mult prin păduri luminoase de fagi, miros puternic de usturoi), Marasmius lupuletorum sin. Marasmius torquescens (necomestibil, cu miros plăcut dar foarte fibros, crește preferat pe bușteni de fagi, piciorul fiind albastru-negricios),  Marasmius scorodonius sin. Mycetinis scorodonius (burete de condimentare excepțional, crește mai mult prin păduri  de conifere luminoase, miros puternic de usturoi), sau Marasmius wynnei (necomestibil, pe trunchiuri în putrefacție, cu tonuri mai violete, gust și miros cam neplăcut de țărână),
poate chiar și cu Mycena pura (condiționat comestibilă, ușor otrăvitoare), care însă se dezvoltă în păduri și are alt miros (de ridichi).

## Specii asemănătoare în imagini

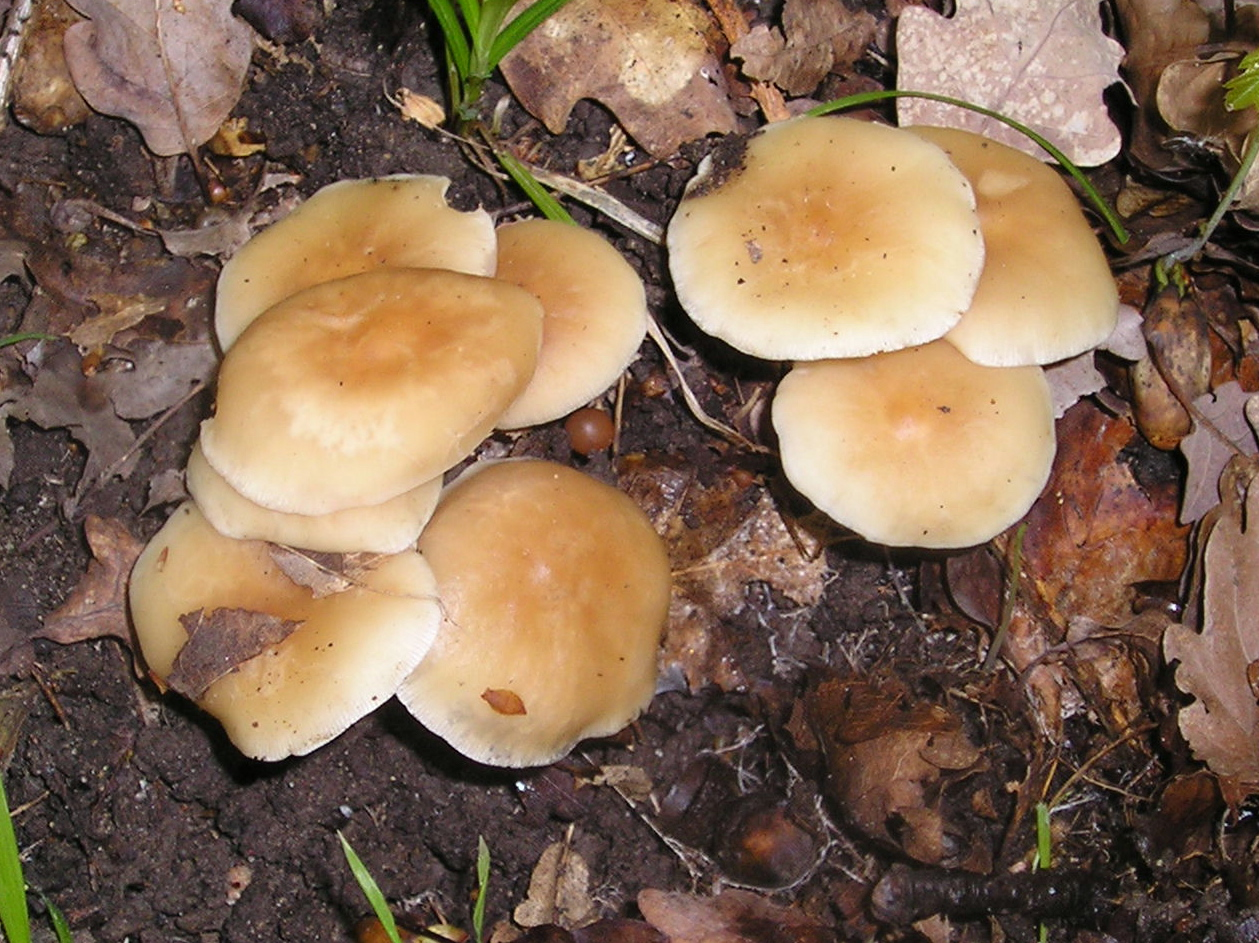
Collybia dryophila sin. Gymnopus dryophilus
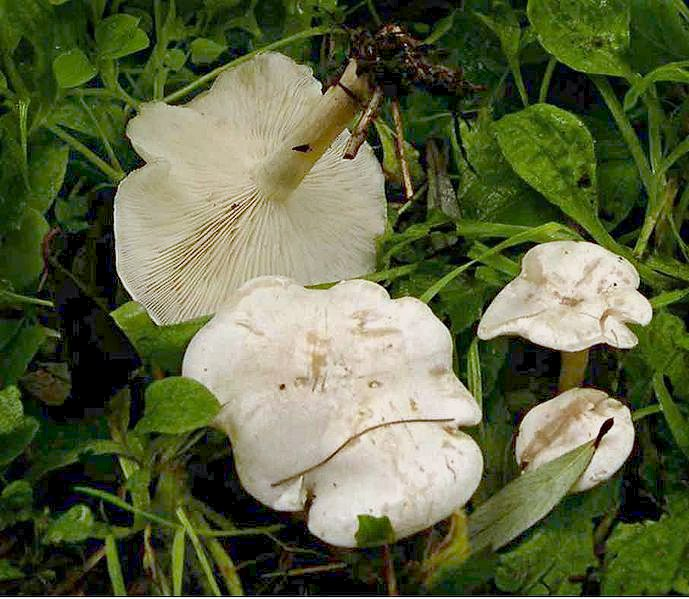
!!!Clitocybe dealbata!!!
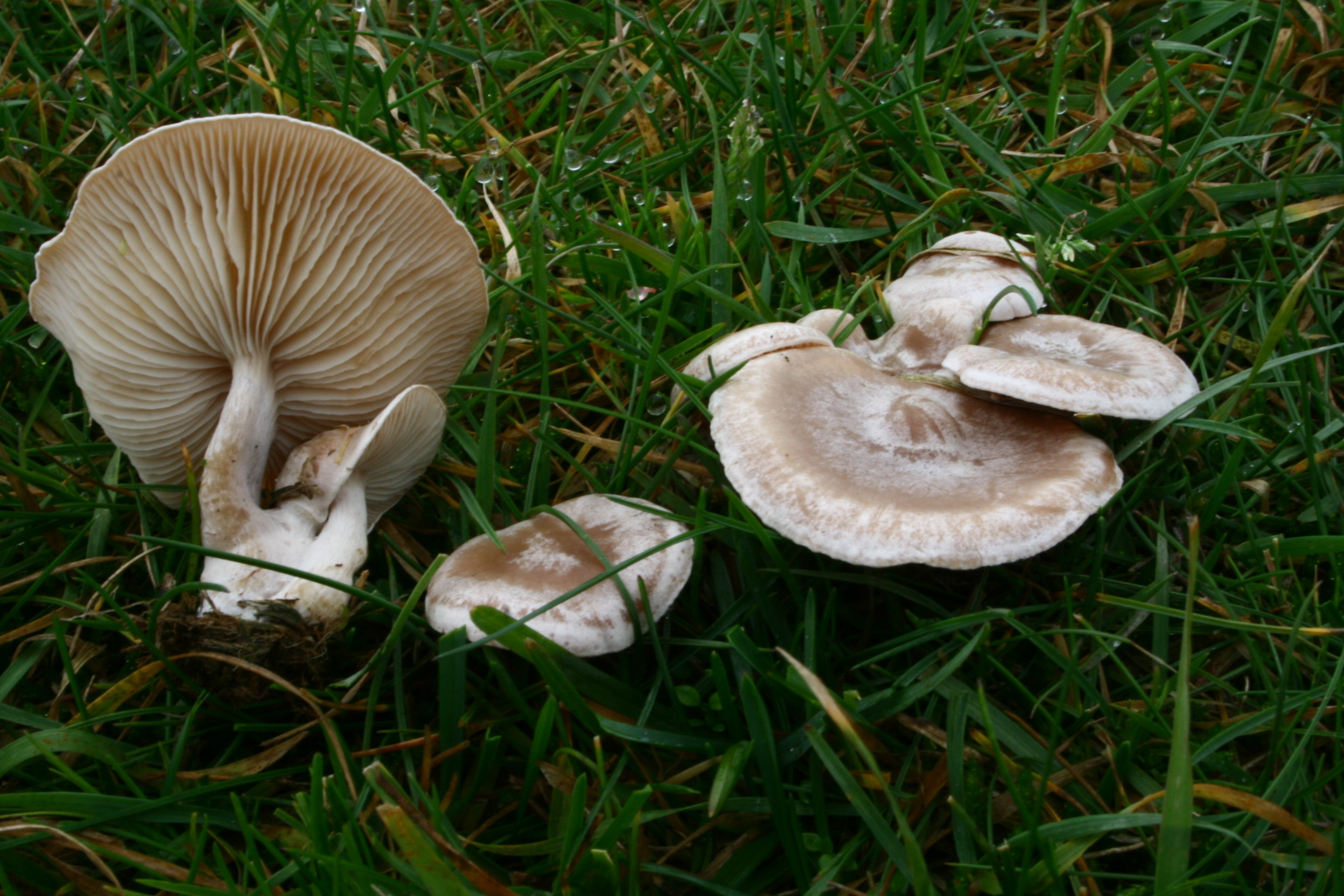
!!!Clitocybe rivulosa!!!
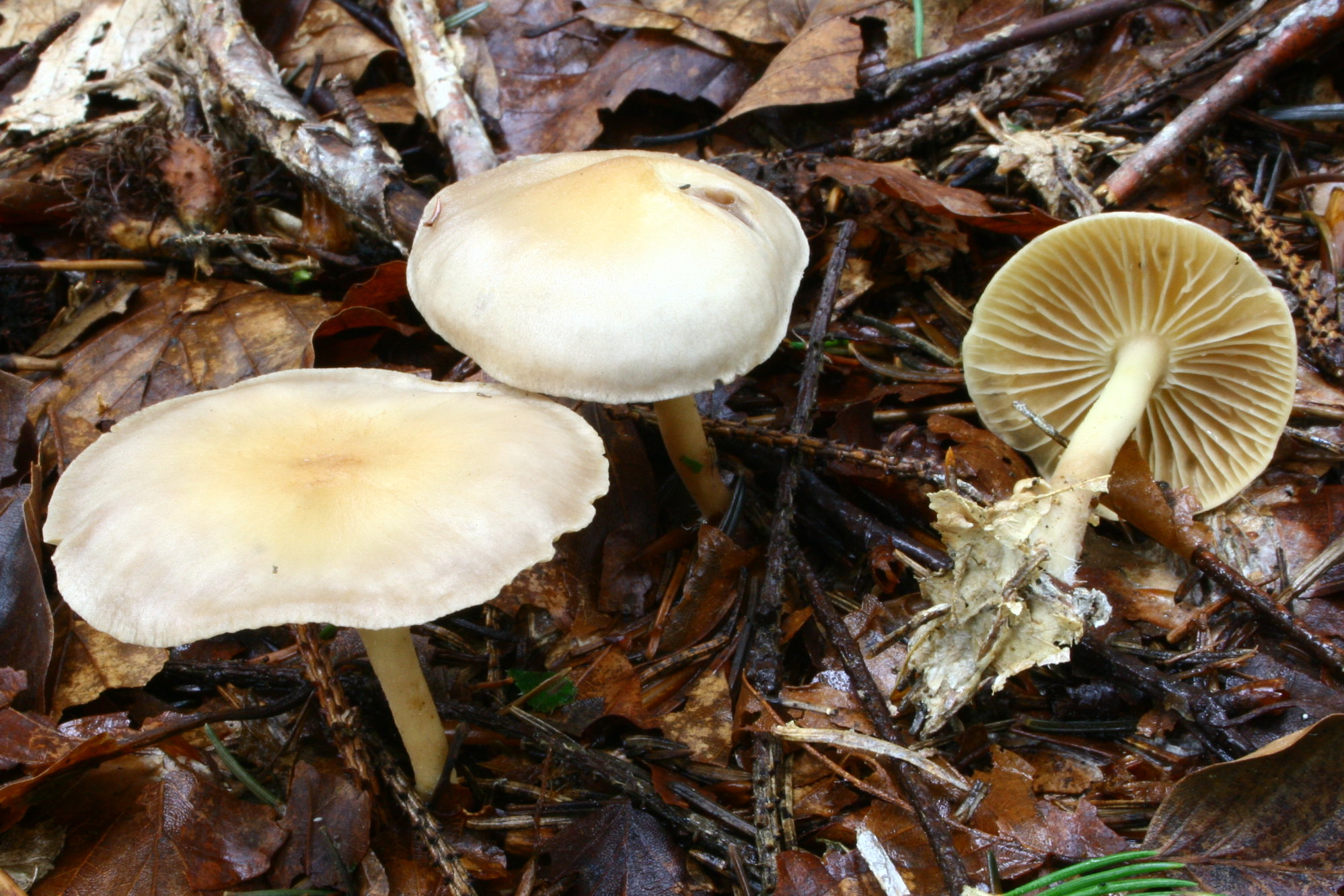
!Gymnopus peronatus sin. Collybia peronata!
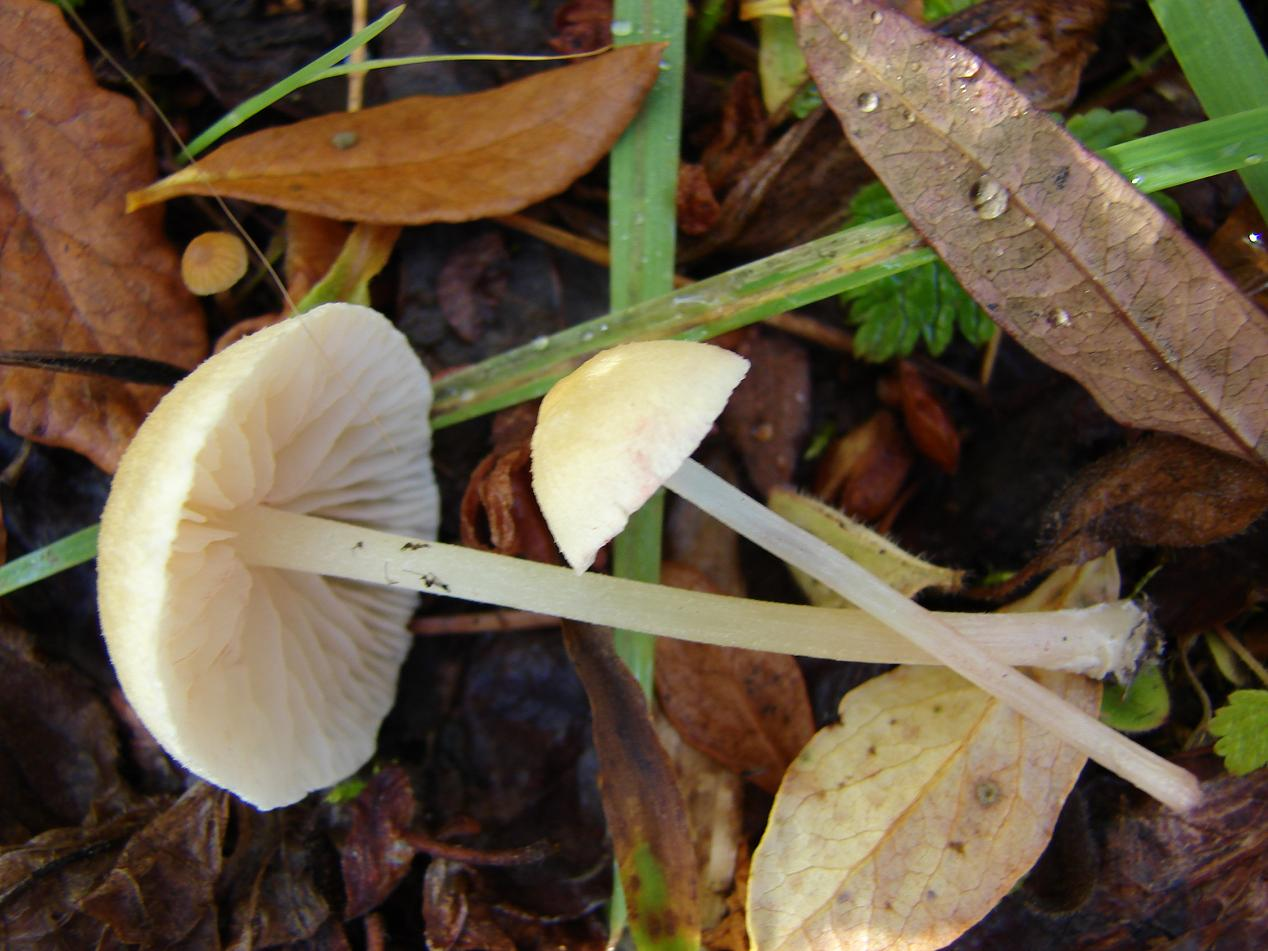
Entoloma sericellum 26405
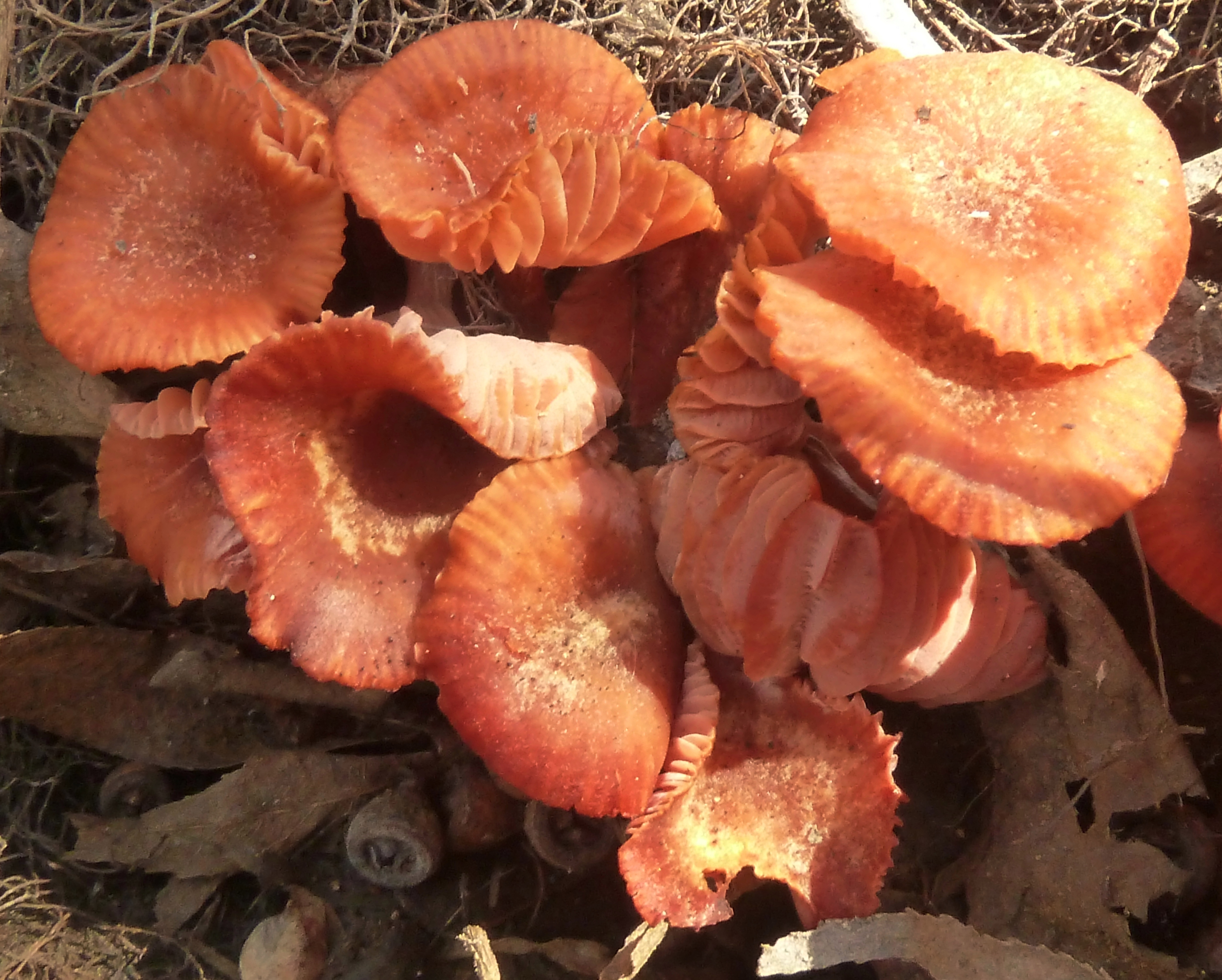
Laccaria laccata

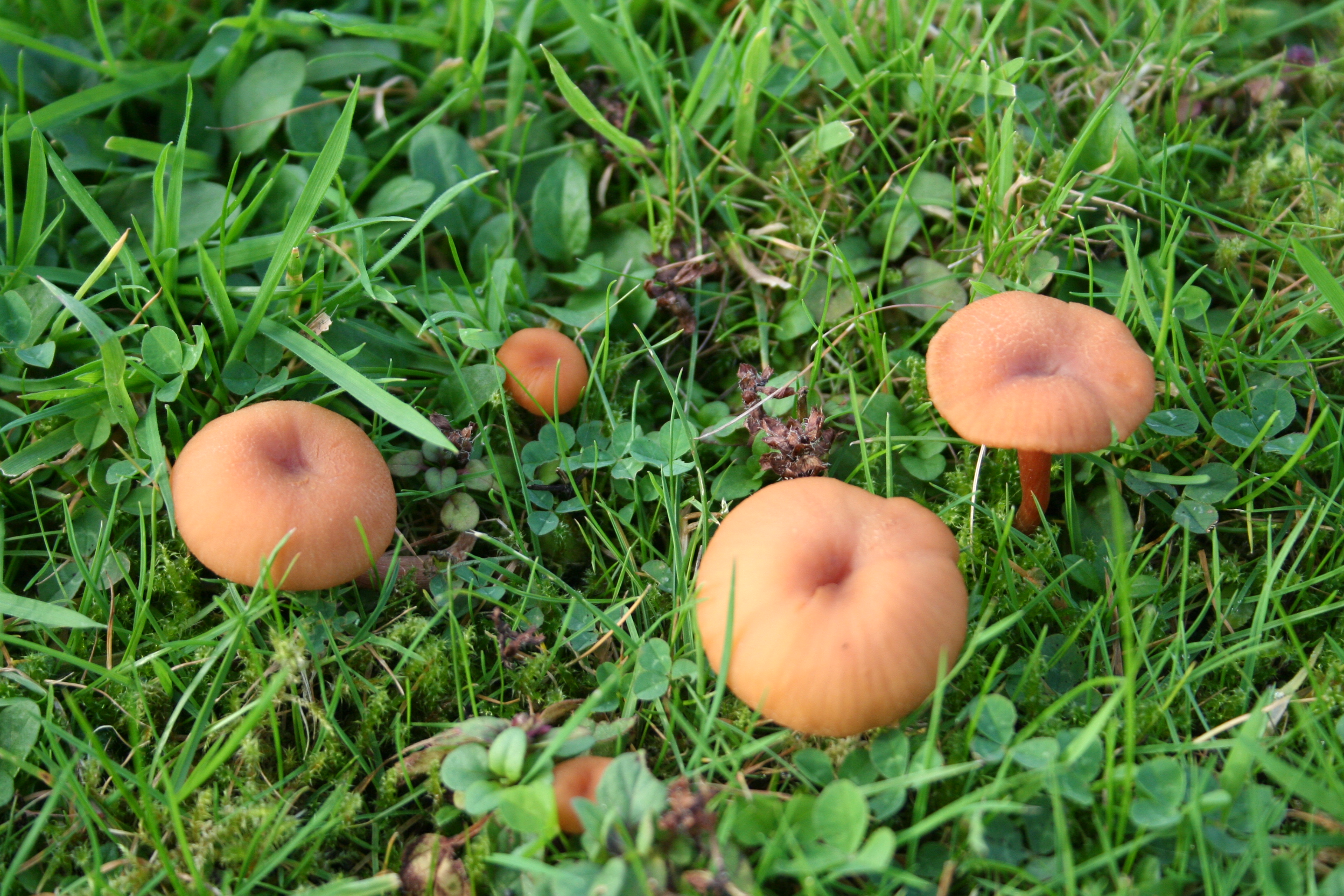
Laccaria proxima
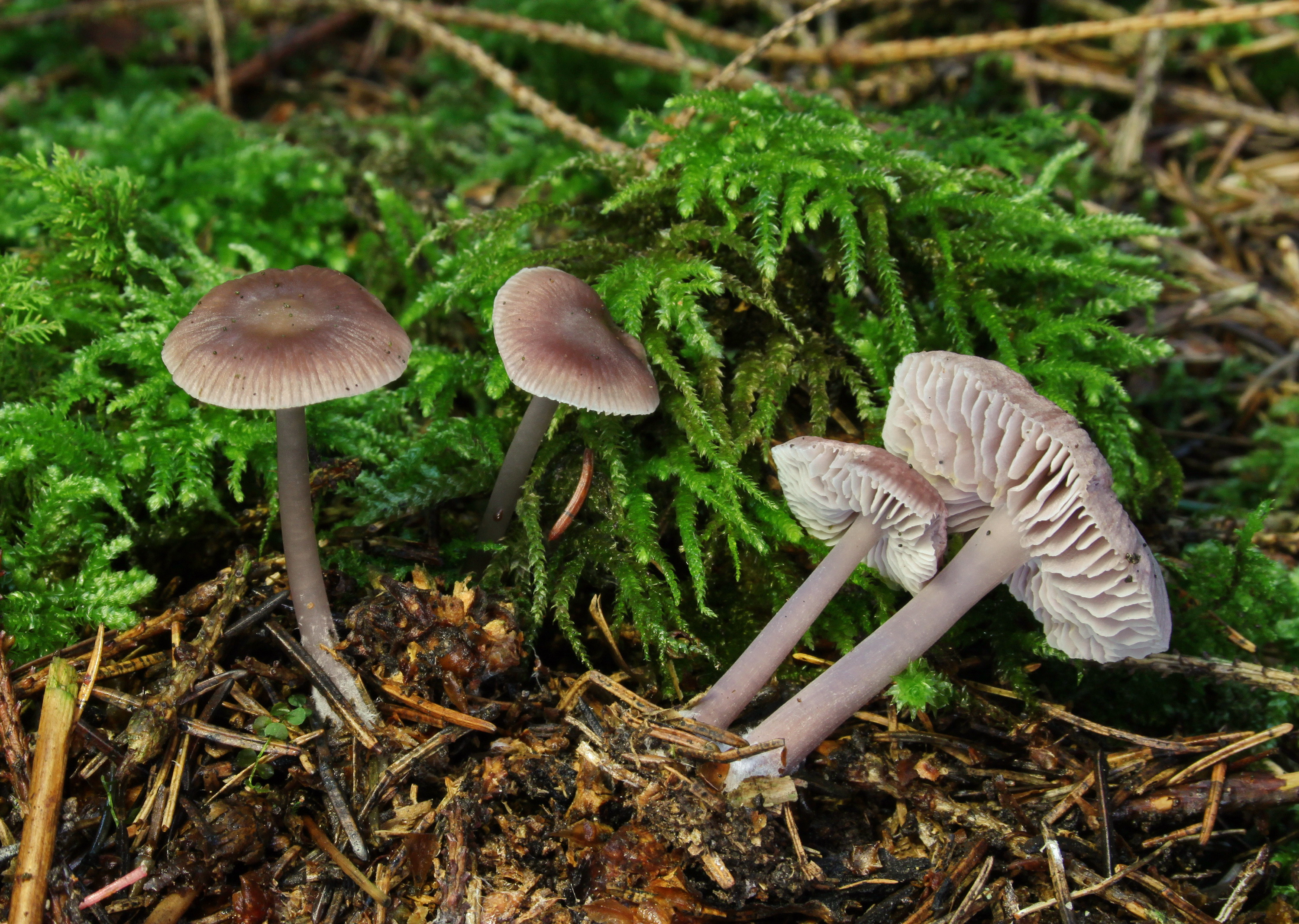
!Mycena pura!
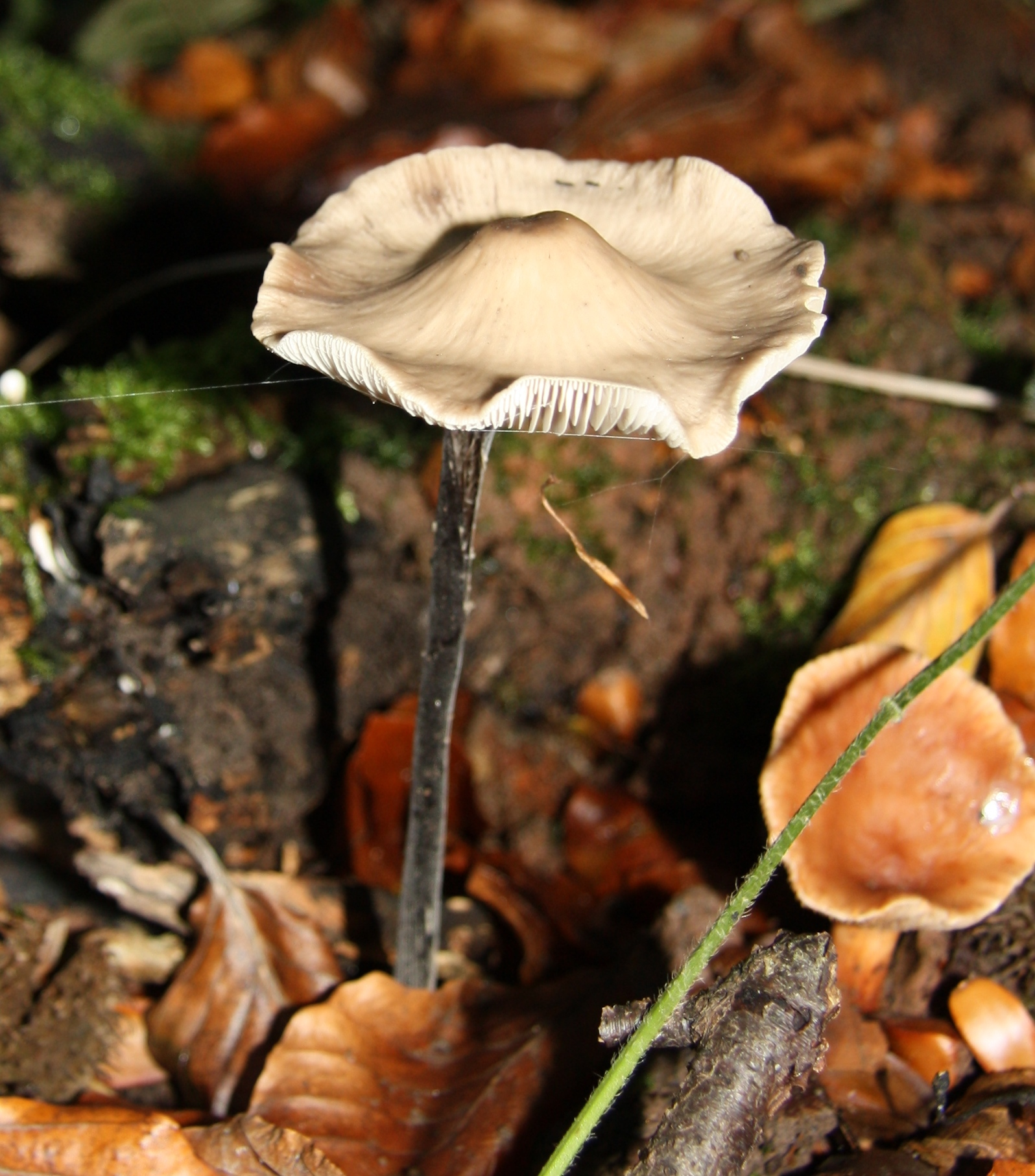
Marasmius sin. Mycetinis alliaceus
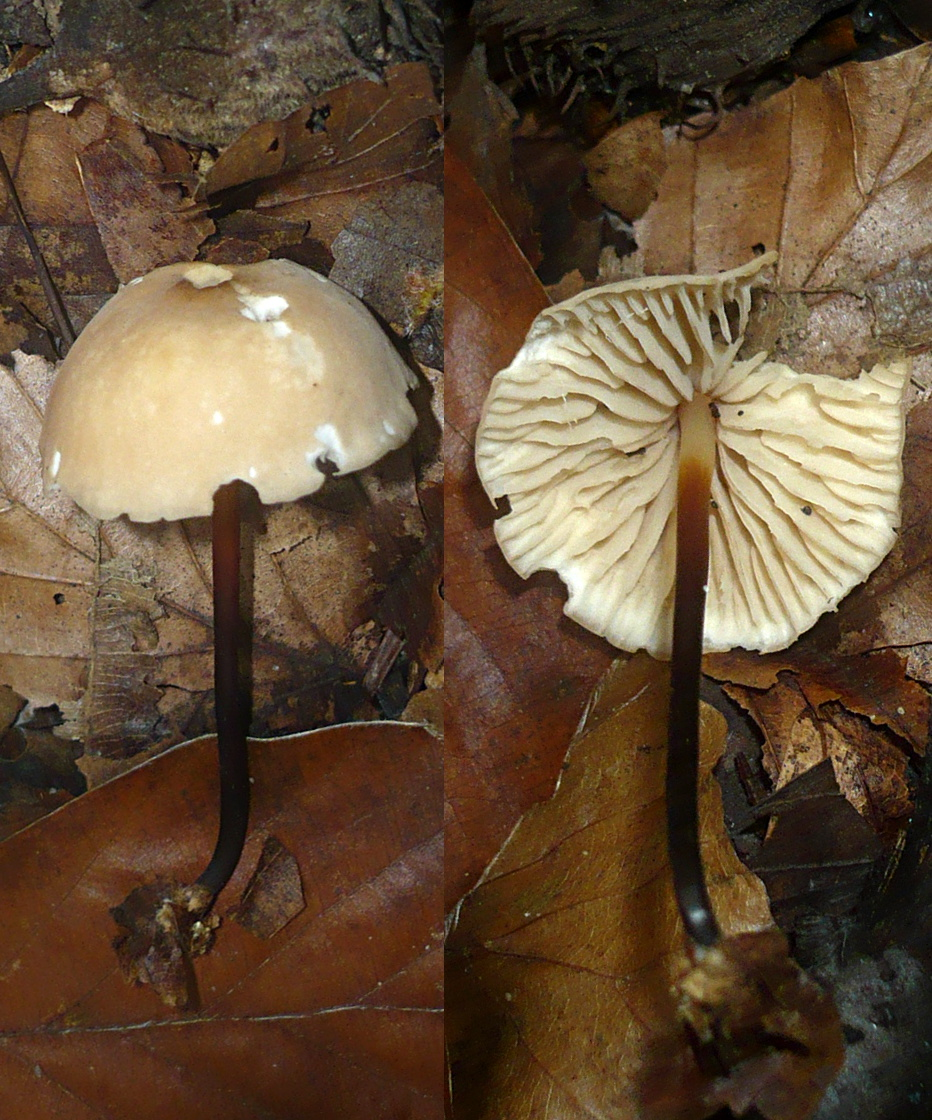
!Marasmius lupuletorum sin. torquescens!
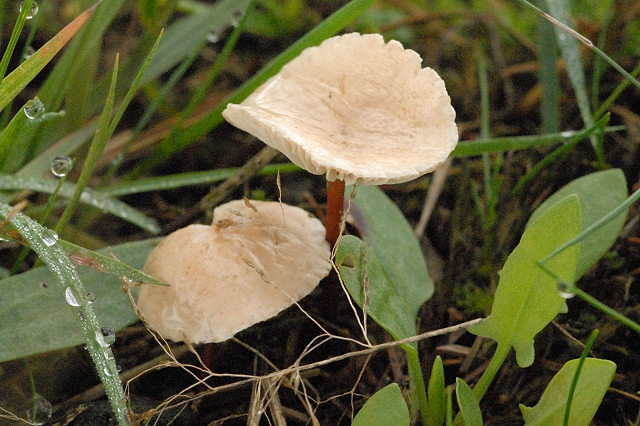
Marasmius sin. Mycetinis scorodonius
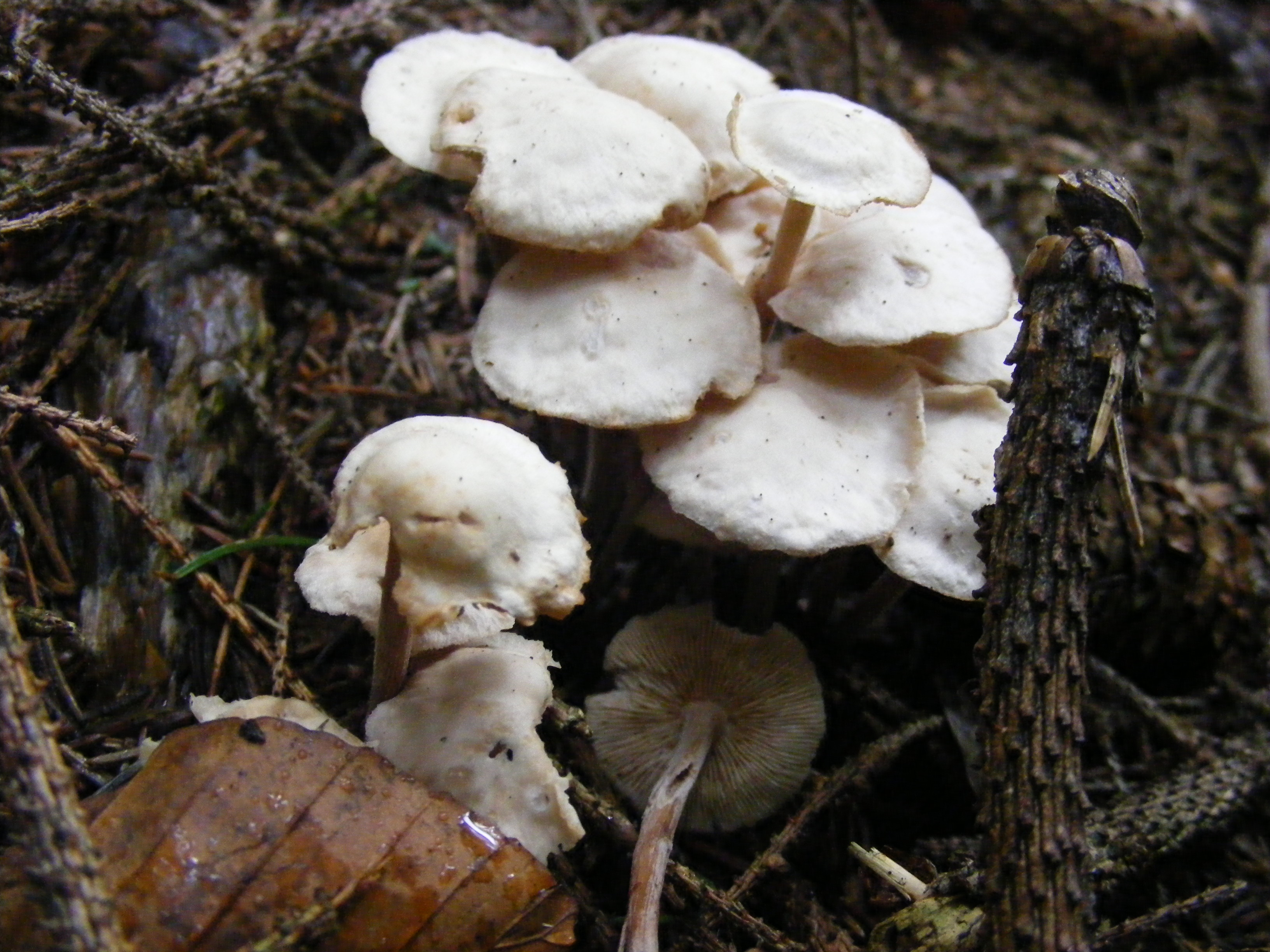
!Marasmius wynnei!

## Valorificare

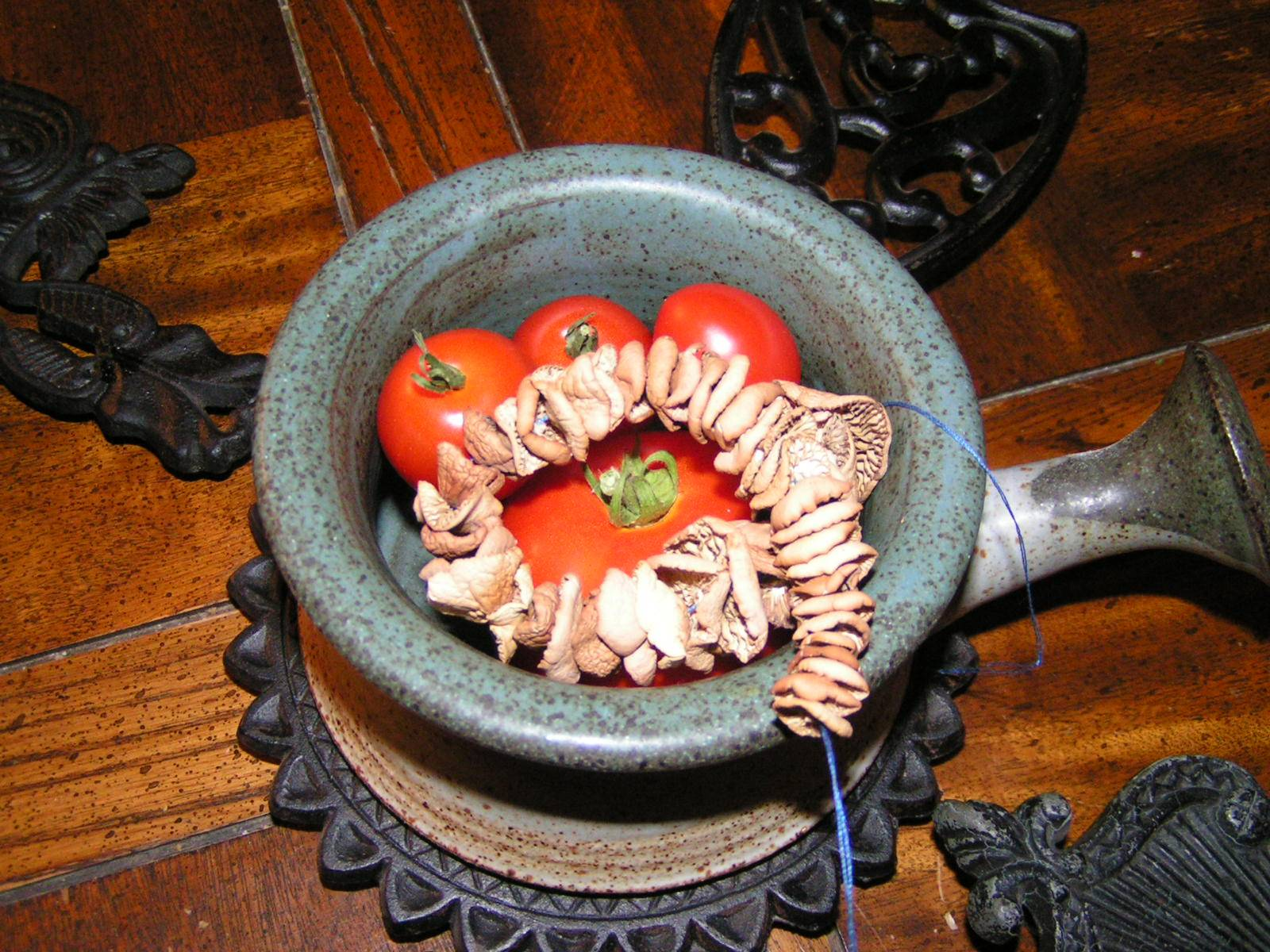
Bureți de rouă uscați

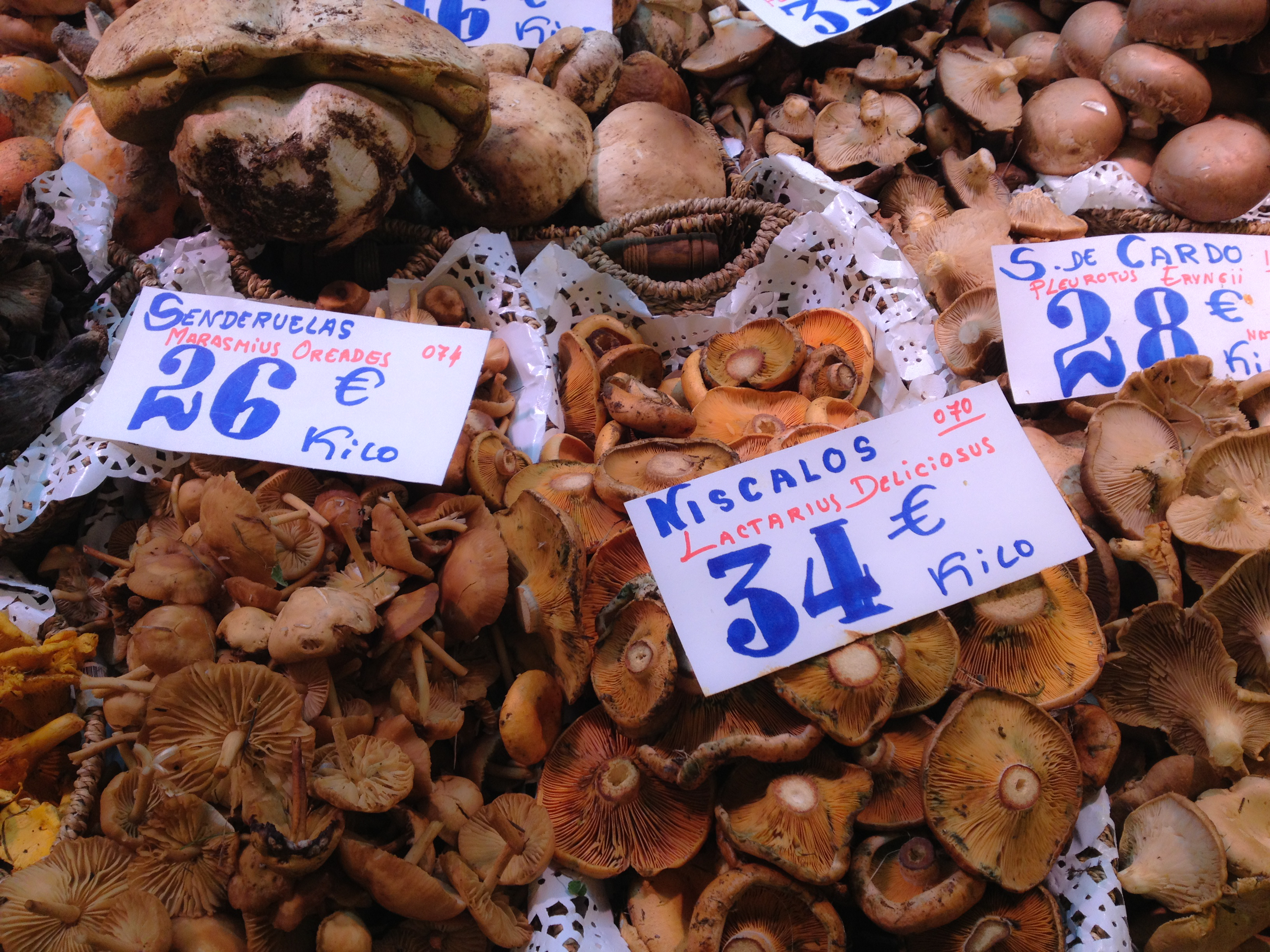
Bureți de rouă la piață

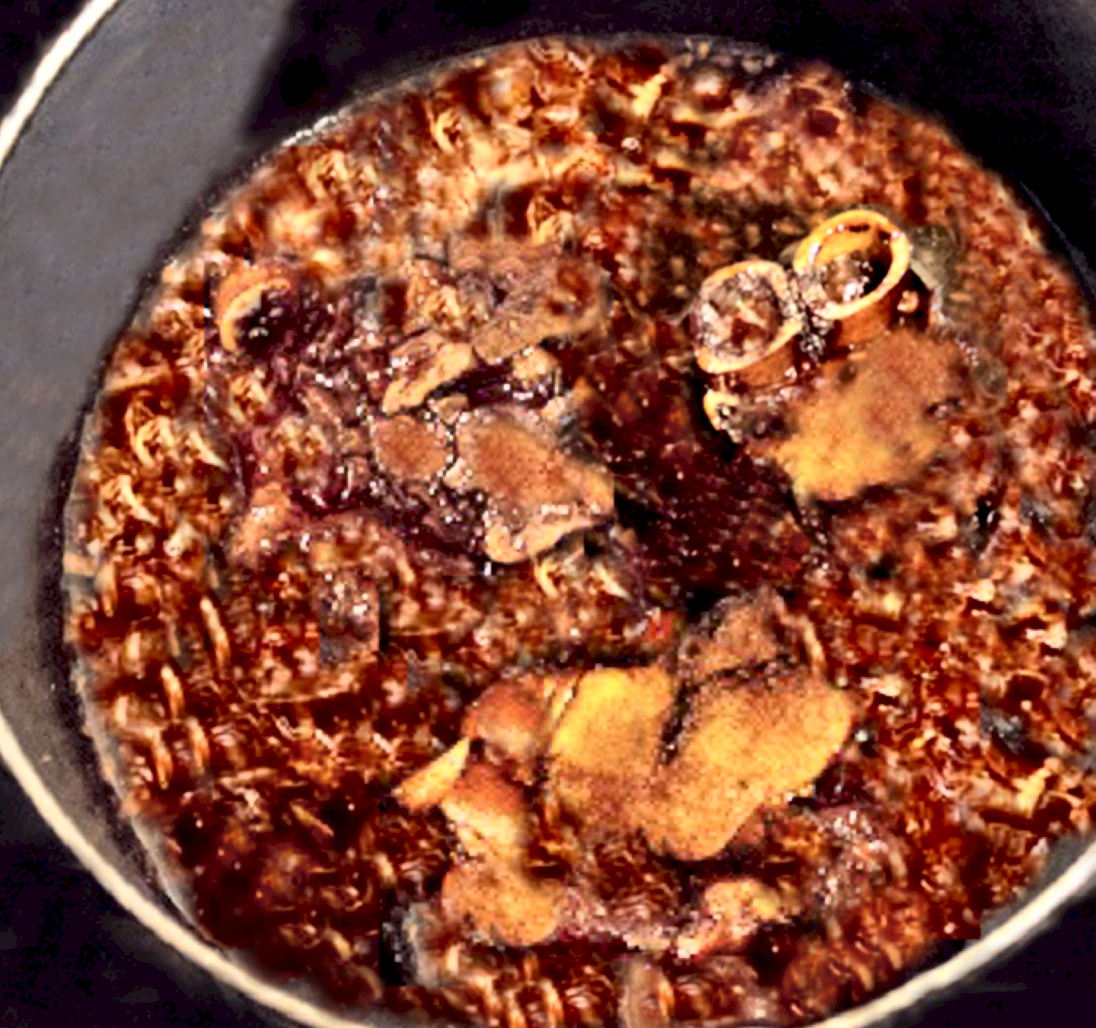
Picioare de porc cu bureți de rouă catalani

Buretele de rouă (cunoscut deja de grecii antici) este nu numai o ciupercă delicioasă, ci și foarte curată care apare, acolo unde crește, mereu în cantități respectabile. Astfel ea este culeasă și consumată culinar cu mare plăcere, cu toate că scade la gătire extrem de mult. Ea poate fi uscată, folosită ca praf pentru sosuri de fripturi, ca Duxelles (un fel de zacuscă), dar și ca supă cu gulie și verdețuri, găluște, pilaf de orez sau ciulama. În Catalonia, aceste ciuperci sunt pregătite împreună cu picioare de porc la cuptor.